# Дженнингс, Стив
Стивен Майкл (Стив) Дженнингс (англ. Steven Michael (Steve) Jennings; род. 24 июля 1969, Бетесда, Мэриленд) — американский хоккеист на траве, полевой игрок; тренер. Участник летних Олимпийских игр 1996 года как игрок, бронзовый призёр Панамериканских игр 1995 года.

## Биография
Стив Дженнингс родился 24 июля 1969 года в американской статистически обособленной местности Бетесда в штате Мэриленд.
Окончил среднюю школу Уолтер Джонсон. В 1997 году окончил Мэрилендский университет по специальности «психология», играл в хоккей на траве за его команду.
С 1991 года выступал за сборную США.
В 1995 году завоевал бронзовую медаль хоккейного турнира Панамериканских игр в Мар-дель-Плате.
В 1996 году вошёл в состав сборной США по хоккею на траве на летних Олимпийских играх в Атланте, занявшей 12-е место. Играл в поле, провёл 7 матчей, забил 1 мяч в ворота сборной Аргентины.
В 1991—1999 годах провёл за сборную США более 90 матчей.
По окончании игровой карьеры стал тренером. С 1998 года работает главным тренером команды Американского университета в Вашингтоне.
В 2012 году тренировал юношескую сборную США.
Входил в тренерский штаб женской сборной США на летних Олимпийских играх 2008 года в Пекине (8-е место) и 2016 года в Рио-де-Жанейро (5-е место), на чемпионатах мира 2002 года в Перте (10-е место) и 2006 года в Мадриде (6-е место), а также на Панамериканских играх 2015 года в Торонто, где американки завоевали золото.